# 那慕爾站 (蒙特利爾)
那慕爾站（法語：Station Namur）位於加拿大魁北克省蒙特利爾市雪嶺，是蒙特利爾地鐵2號線其中一個車站，服務附近的居民和前往沃尔玛购物的乘客。附近的大都会交通局有一个免费停车场为乘客服务。

## 外部連結
- （法文）（英文）蒙特利爾交通局：那慕爾站 （页面存档备份，存于）（英文） （页面存档备份，存于）
- （法文）（英文）：那慕爾站 （页面存档备份，存于）（英文） （页面存档备份，存于），含有拿米站的資訊、歷史、車站結構與藝術品資料。